# Radosław Zawrotniak
Radosław Aleksander Zawrotniak (Cracovia, 2 de septiembre de 1981) es un deportista polaco que compitió en esgrima, especialista en la modalidad de espada.
Participó en dos Juegos Olímpicos de Verano, en los años 2008 y 2012, obteniendo una medalla de plata en Pekín 2008, en la prueba por equipos (junto con Tomasz Motyka, Adam Wiercioch y Robert Andrzejuk).
Ganó una medalla de bronce en el Campeonato Mundial de Esgrima de 2009 y dos medallas en el Campeonato Europeo de Esgrima, plata en 2007 y bronce en 2010.

## Palmarés internacional
| Juegos Olímpicos   | Juegos Olímpicos   | Juegos Olímpicos  | Juegos Olímpicos   |
| Año                | Lugar              | Medalla           | Prueba             |
| ------------------ | ------------------ | ----------------- | ------------------ |
| 2008               | Pekín (China)      | Medalla de plata  | Espada por equipos |
| Campeonato Mundial |                    |                   |                    |
| Año                | Lugar              | Medalla           | Prueba             |
| 2009               | Antalya (Turquía)  | Medalla de bronce | Espada por equipos |
| Campeonato Europeo |                    |                   |                    |
| Año                | Lugar              | Medalla           | Prueba             |
| 2007               | Gante (Bélgica)    | Medalla de plata  | Espada por equipos |
| 2010               | Leipzig (Alemania) | Medalla de bronce | Espada individual  |